# 스위스 근위대
교황청 스위스 근위대(영어: Pontifical Swiss Guard, Papal Swiss Guard,독일어: Päpstliche Schweizergarde, 이탈리아어: Guardia Svizzera Pontificia, Guardia Svizzera, 라틴어: Pontificia Cohors Helvetica, Cohors Pedestris Helvetiorum a Sacra Custodia Pontificis) 혹은 줄여서 스위스 근위대(영어: Swiss Guard)는 성좌의 행정기관인 교황청에 소속된 준군사조직으로, 현재까지 바티칸 시국이 보유하고 있고, 이들의 임무는 바로 사도궁의 치안을 포함해서 교황의 안전을 책임지는 것이다.

## 역사

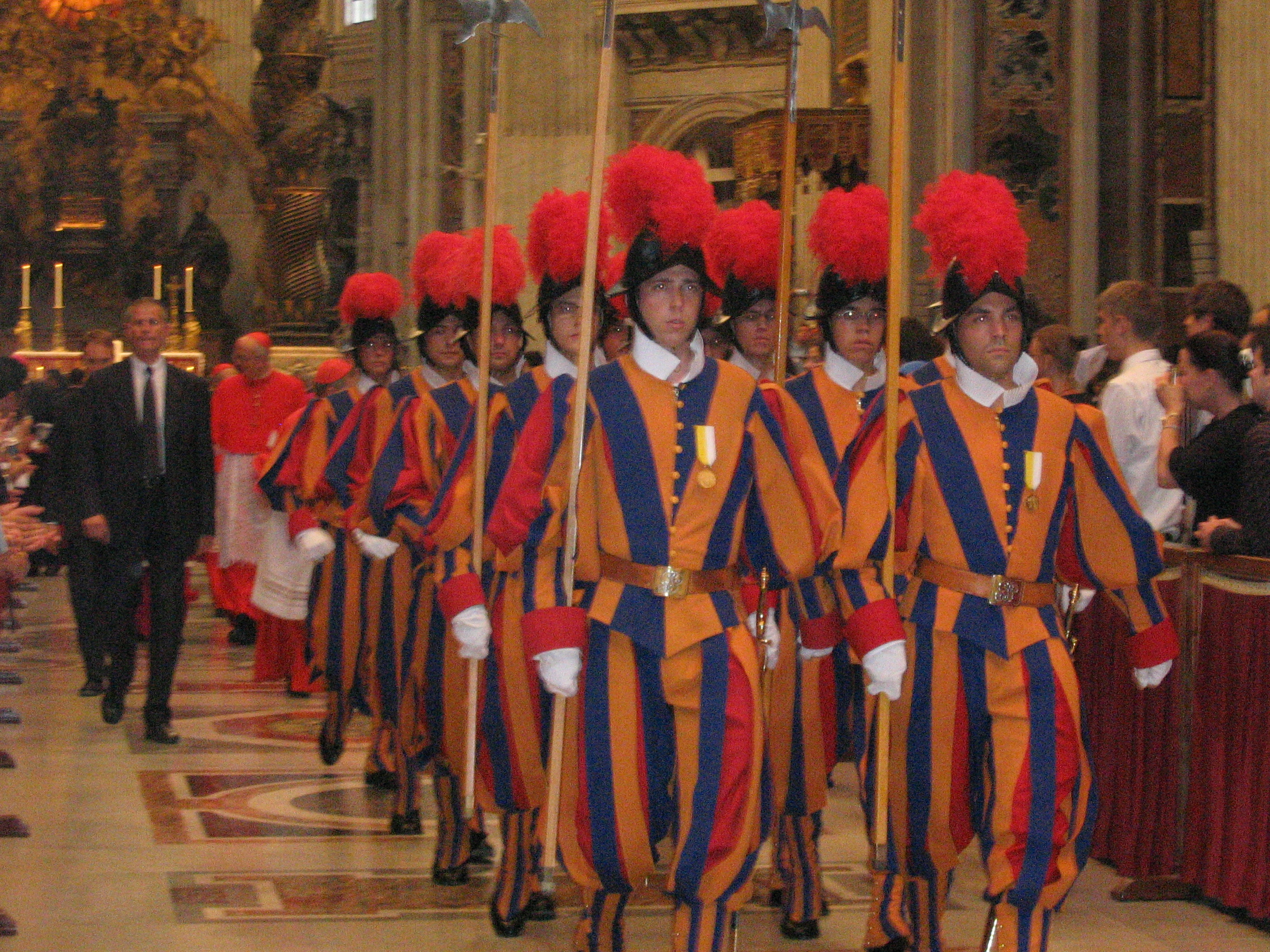
성 베드로 대성전 안에서의 스위스 근위대

### 스위스인 용병들의 활약
스위스 근위대의 기원은 15세기까지 거슬러 올라간다. 교황 식스토 4세(1471-1484)는 스위스 연방과 동맹을 체결하고, 장차 스위스인 용병을 고용할 경우를 대비하여 비아 펠레그리노에 군 막사를 짓도록 명하였다. 교황 인노첸시오 8세(1484–1492)는 밀라노 공작에게 맞서 싸우기 위해 스위스 연방과 맺은 조약을 갱신하였다.
교황 알렉산데르 6세(1492–1503)는 재위 말엽, 프랑스 국왕과의 동맹 기간 중에 스위스인 용병들을 고용하였다. 알렉산데르 6세의 치세 동안 때로는 프랑스 때문에, 때로는 교황령 또는 신성 로마 제국 때문에 이탈리아반도 내에는 여러 세력이 대립하는 전쟁이 빈번하게 일어났으며, 당시 스위스인 용병들은 일선부대로서 최전선에 나가 싸웠다. 프랑스의 샤를 8세 국왕이 나폴리 왕국에 대한 소유권을 주장하며 전쟁을 선포했을 당시 스위스인 용병들은 프랑스군에 자원입대하였다.
프랑스 왕국의 대(對)나폴리 원정군에는 줄리아노 델라 로베레 추기경도 포함되어 있었는데, 그는 수년 전부터 스위스 로잔의 주교와 알고 지내던 사이라 스위스인 용병들의 명성을 익히 듣고 있었다. 샤를 8세의 나폴리 원정은 알렉산데르 6세가 그에 대항하여 새로운 동맹을 맺으면서 부분적으로는 실패로 끝났다.

### 스위스 근위대 창설
교황 율리오 2세(216대 1503-13)가 즉위한 후 교황청 근위대를 창설하기 위해서 스위스에 200명의 스위스 출신 용병을 로마로 보내달라고 요청하였다. 1505년 9월, 카스퍼 폰 시레넨이 이끄는 첫번째 파견대 150명의 병사들이 스위스를 출발하여 이듬해 1월 22일에 로마에 입성하였다. 이로 인해 로마 교황청 근위대 창설 날짜는 공식적으로 1월 22일로 지정되었다. 율리오 2세는 이들 스위스 근위대에게 “교회의 수호자”라는 칭호를 내렸다.
교황 율리오 2세가 즉위 후 신변안전에 많은 위협이 있었다. 당시 로마에는 1503년에 사망한 교황 알렉산데르 6세의 출신 가문인 보르자 가문의 추종자들이 많이 있었기 때문이다. 알렉산데르 6세와 율리오 2세는 추기경 시절 때부터 서로 경쟁관계에 있었고 알렉산데르 6세의 재임기간 동안에도 서로 적개심을 품을 정도로 심한 갈등이 있었다. 신임 교황 율리오 2세는 즉위 직후부터 알렉산데르 6세에 대해 강하게 비판하며 적폐청산을 강력하게 추진했다. 개혁에 대한 반발로 인하여 여러 위험이 감지되자 율리오 2세는 바티칸에서의 안전한 생활을 위해서 믿을 만한 용병들로 이루어진 새로운 근위대 창설을 추진하였던 것이다.

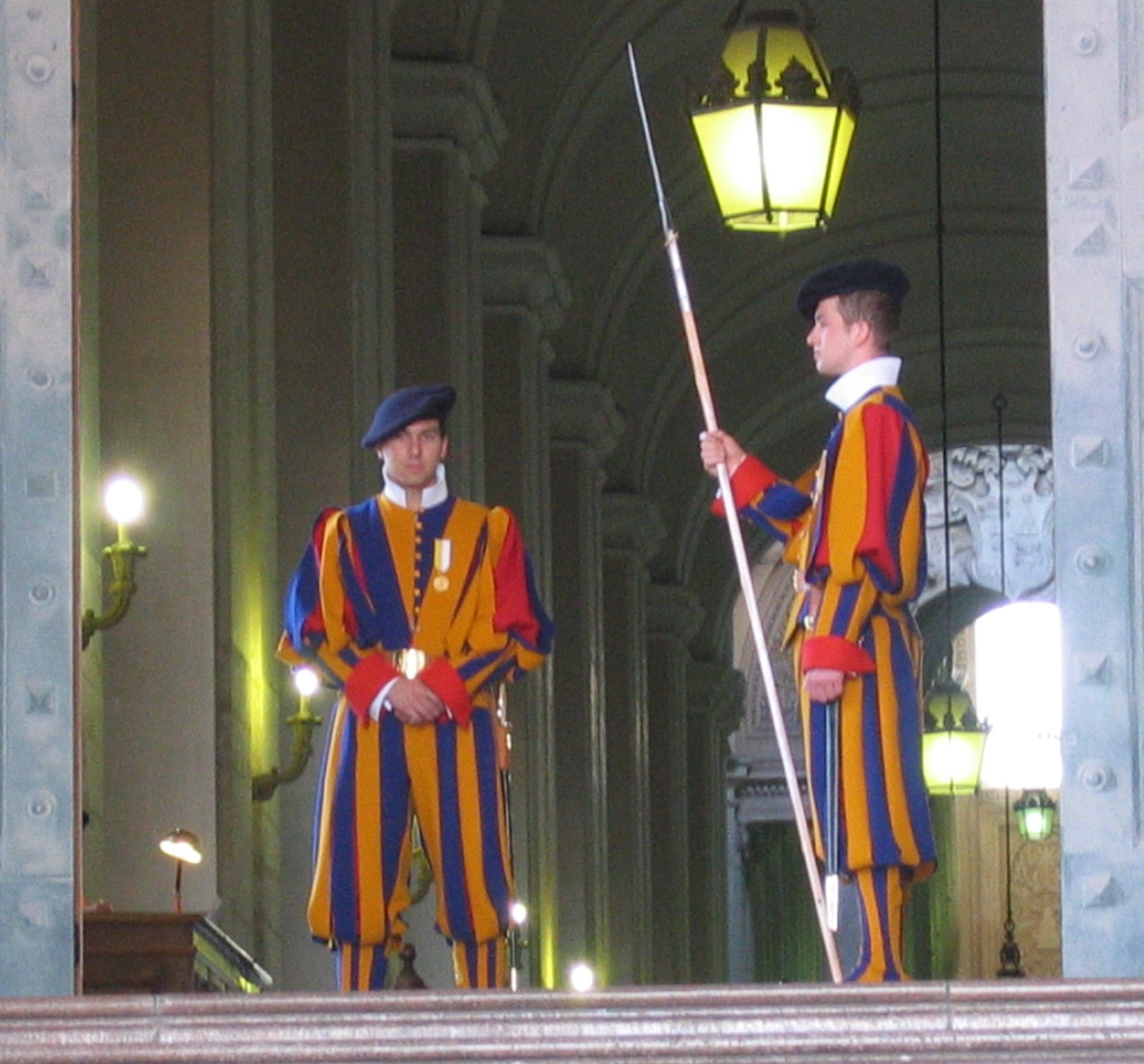
바티칸시 청동문에서 경계근무를 서는 스위스 근위병들

### 스위스 근위대의 충성심
스위스 근위대는 수년 동안 규모 면에서 큰 변화가 많이 이루어졌으며, 심지어 해산까지 겪었었다. 스위스 근위대의 첫 번째이자 가장 치열했던 교전은 1527년 5월 6일에 있었다. 당시에는 1526년에 시작된 코냑동맹전쟁(1526-30) 중이었는데, 적대국인 신성 로마 제국의 카를 5세가 보낸 제국군대가 도시 로마를 침공,탈환한후 약탈을 자행하는 일이 발생하였다.(로마 약탈 참고)
로마가 함락되며 제국군인들이 시내로 쏟다져 들어오자 교황청에서 고용한 각 나라의 용병들은 싸움을 피하여 도망치기 바빴다. 그러나 스위스 근위대만큼은 수적 열세에도 불구하고 끝까지 목숨을 걸고 싸웠다. 베드로 대성전으로 향하는 길목에서 벌어진 전투중에 500명 중 189명만 살아남게 되었는데, 이들 역시 교황이 베드로 대성당으로 피신하는 과정에서 겨우 42명만이 남게된다. 교황은 이들에게 조국으로 돌아갈것을 권고했다. 하지만 충성서약을 깨뜨릴 수 없다는 이유로 끝까지 교황을 위해 싸우겠다고 맹세하였다. 오히려 교황에게 피신할 것을 당부한후 베드로 대성당 근처로 몰려드는 제국군대와의 싸움에서 모두 장렬하게 전사하고 말았다.
스위스 근위병들의 희생덕분에 교황 클레멘스 7세(재위 1523~34)는 베드로 성당으로 피신한 후 이곳에서 산탄젤로성까지 이어진 비밀 통로 파세토 디 보르고를 통해 베드로 성당에서 800m 떨어진 곳에 있는 산탄젤로 성으로 안전하게 피신할 수 있었다. 최악의 상황에서도 끝까지 목숨을 받쳐 충성을 다한 이들의 용맹함으로 인해 이후 주로 스위스 용병 출신들이 교황청 근위대에 기용되는 전통이 생겼다. 또한 지금까지도 매년 5월 6일이 되면 바티칸에 주둔하는 신참 스위스 용병들은 충성서약을 하는데, 이는 1527년 당시 용맹하게 싸우다가 장렬하게 전사한 선배들을 기념하기 위해서이다.
한때 교황청 내에서 팔라티노 근위대 및 귀족 근위대와 같이 근무를 서기도 했지만, 1970년 교황 바오로 6세에 의해 스위스 근위대만 남고 나머지 두 근위대는 해산되었다. 오늘날 스위스 근위대는 이전의 근위대들이 수행했던 의례적인 역할을 대신하고 있다.

## 신병 모집과 복무
스위스 근위대의 신병은 모병제로 모집한다. 근위병이 되기 위해서는 전과가 전혀 없는 스위스 국적을 가진 미혼 남성으로, 가톨릭 신자여야 한다. 그리고 스위스 군대에서 기본적인 군사 훈련을 마쳐야 한다. 또한 전문교육이나 고등교육을 이수해야 하며, 19세에서 30세 사이의 연령에 신장이 최소한 174cm 이상이어야 한다.

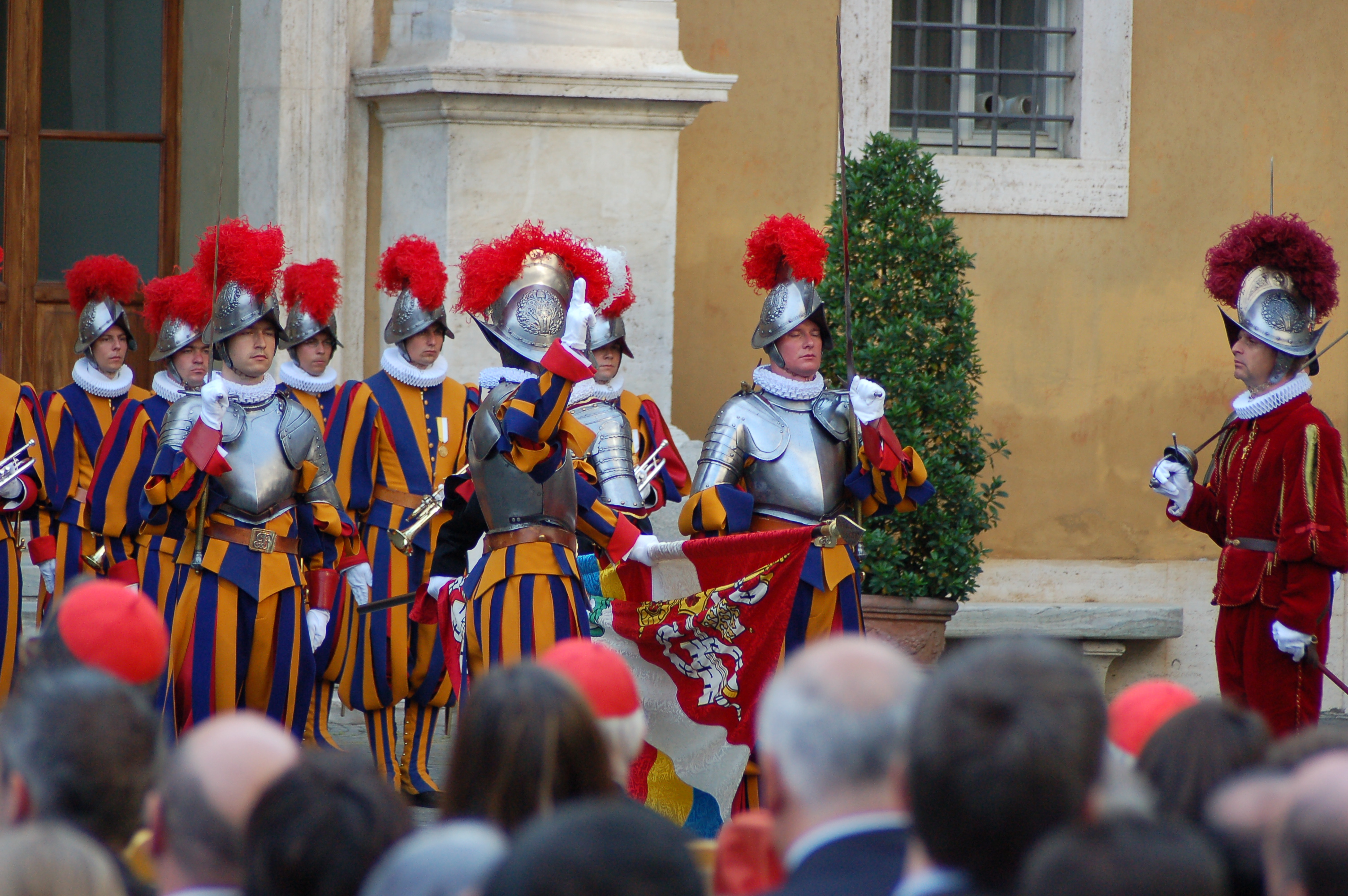
충성 선서식을 하는 스위스 근위병들

위에서 말한 모든 조건을 다 갖춘 사람은 스위스 근위대에 지원 신청을 할 수 있다. 면접 시험에서 최종 선발될 경우, 매년 5월 6일(이날은 로마 약탈 때 희생당한 스위스 근위병들을 기리는 추모일이다.) 바티칸의 산 다마소 안마당(Cortile di San Damaso)에서 신임 근위병에 임명되면서 충성 서약을 한다. 2008년 스위스 근위대 신병 충성 서약식에는 스위스 육군 참모총장이 참석한 가운데 진행되었다. 스위스 근위대 전속 군종사제는 스위스 근위병들 사이에 주로 사용하는 언어인 독일어로 된 충성 맹세 전문을 크게 낭독한다.
(독일어 원문) “Ich schwöre, treu, redlich und ehrenhaft zu dienen dem regierenden Papst Franziskus und seinen rechtmäßigen Nachfolgern, und mich mit ganzer Kraft für sie einzusetzen, bereit, wenn es erheischt sein sollte, selbst mein Leben für sie hinzugeben. Ich übernehme dieselbe Verpflichtung gegenüber dem Heiligen Kollegium der Kardinäle während der Sedisvakanz des Apostolischen Stuhls. Ich verspreche überdies dem Herrn Kommandanten und meinen übrigen Vorgesetzten Achtung, Treue und Gehorsam. Ich schwöre, alles das zu beobachten, was die Ehre meines Standes von mir verlangt.”
(한국어 번역) “나는 프란치스코 교황 성하와 장차 그분을 합법적으로 계승할 후임자들을 정직하고 명예롭게 섬길 것이며, 이를 위해서 온몸을 바쳐 나 자신을 바칠 것이며, 필요하다면 목숨까지도 바칠 각오가 되어 있다는 것을 엄숙하게 맹세한다. 나는 이와 같은 맹세를 사도좌 공석 기간 중에는 거룩한 추기경단의 추기경들에게 엄숙하게 맹세한다. 더 나아가, 나는 지휘관을 비롯한 선임들에게 존경과 충성과 순종을 맹세한다. 아울러 자신의 직분에 걸맞은 품위 유지에 수반되는 모든 요구사항을 준수할 것을 맹세한다.”
그리고 새로 임명된 각 근위병들은 자신의 이름이 호명되면 군기 앞까지 씩씩하게 걸어가서 왼손으로 군기를 강하게 부여잡는다. 그리고 오른손을 들어올려 삼위일체를 뜻하는 손동작인 엄지와 검지, 중지 세 손가락만 편 다음 크게 말한다.
“Ich, [이름], schwöre, alles das, was mir soeben vorgelesen wurde, gewissenhaft und treu zu halten, so wahr mir Gott und seine Heiligen helfen.”
“나 (이름)는 방금 낭독된 모든 사항을 성실하고 충실하게 지킬 것을 맹세한다! 하느님께서 나를 보우하실 것이며, 그분의 성인들께서 나를 도우실 것이다!”
복무기간은 최소 2년에서 최대 25년이다.

## 제복

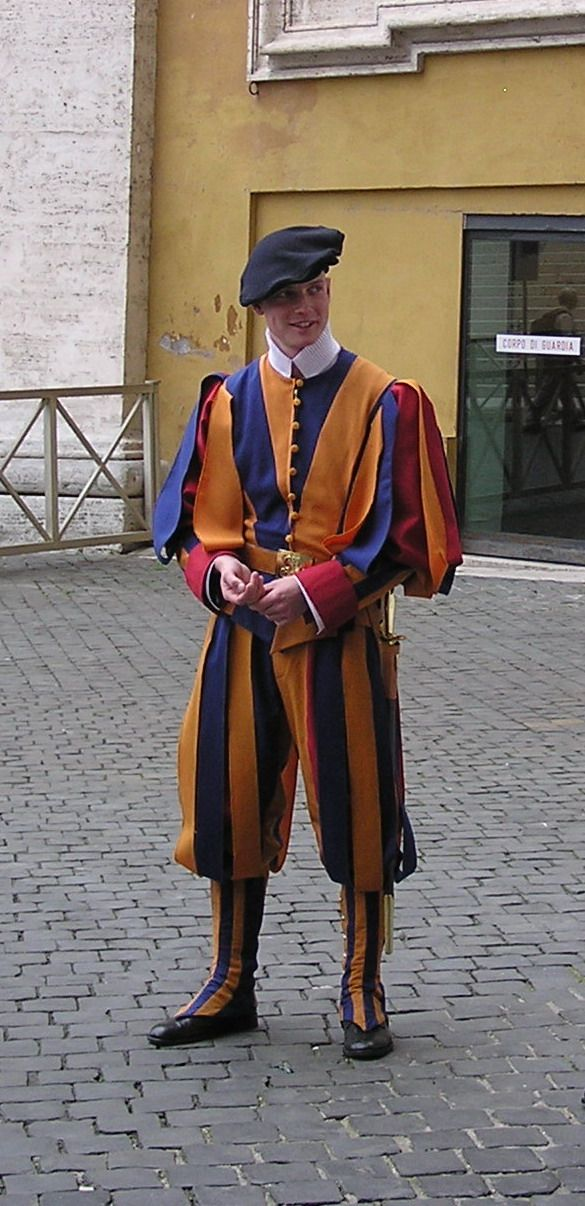
스위스 근위대의 제복

스위스 근위대의 공식 제복은 전형적인 르네상스풍으로 파란색, 빨간색, 주황색, 노란색으로 구성되어 있다. 현행 제복은 1914년 근위대장 율레스 레폰트(1910–1921)에 의해 만들어졌다. 세간에서는 흔히 스위스 근위병들이 현재 입는 제복을 디자인한 사람이 미켈란젤로와 라파엘로라고 알려져 있으며, 라파엘로가 생전에 그린 그림 중에서 가마 위에 탄 교황 율리오 2세를 호송하는 한 무리의 남자들이 입은 의상이 스위스 근위병들의 제복과 유사하다는 것을 그 증거로 제시한다. 하지만 그림에서 교황을 호송하는 남자들이 입은 의상은 실제로는 통이 큰 옷자락을 강조하는, 그 당시 이탈리아 르네상스 시대에는 가장 보편적인 의상이었다.
오늘날 스위스 근위대의 제복의 정확한 형태는 1577년 야코포 코피가 그린 ‘교황 식스토 3세와 대화를 나누는 에우독시아 황후’ 프레스코화에서 찾아볼 수가 있다. 프레스코화에 표현된 삼색 제복과 덧신 및 흰색 장갑, 하이칼라와 러프칼라, 검정 베레모, 검은색 모리온 투구(상관은 은색 모리온 투구) 등을 종합해 볼 때, 현재 알려진 제복의 바로 이전 형태라는 사실이 명확하다. 하사관들은 검은색 상의에 심홍색 레깅스를 입는 반면에 다른 장교들은 상의와 레깅스 모두 심홍색인 제복을 입는다.
평상시에 근무할 때는 기능성을 좀 더 살려서 화려한 삼색으로 치장한 제복이 아닌 좀 더 단출한 단색복인 청색 제복에 간편한 갈색 벨트와 평평한 흰색 칼라, 검정 베레모를 착용한다. 새로 임관된 신병들은 간소한 연청색 오버올에 갈색 벨트를 착용한다. 또한 특별히 사격 훈련을 위해 입을 때도 있다. 춥거나 날씨가 좋지 않을 경우에는 진청색 망토를 제복 위에 걸쳐 착용한다. 제복의 최초의 색상인 푸른색과 노란색은 교황 율리오 2세의 집안(델라 로베레 가문)을 나타내는 색상을 도입한 것이며, 붉은색은 교황 레오 10세의 집안(메디치 가문)을 나타내는 색상을 도입한 것이다.

## 장비

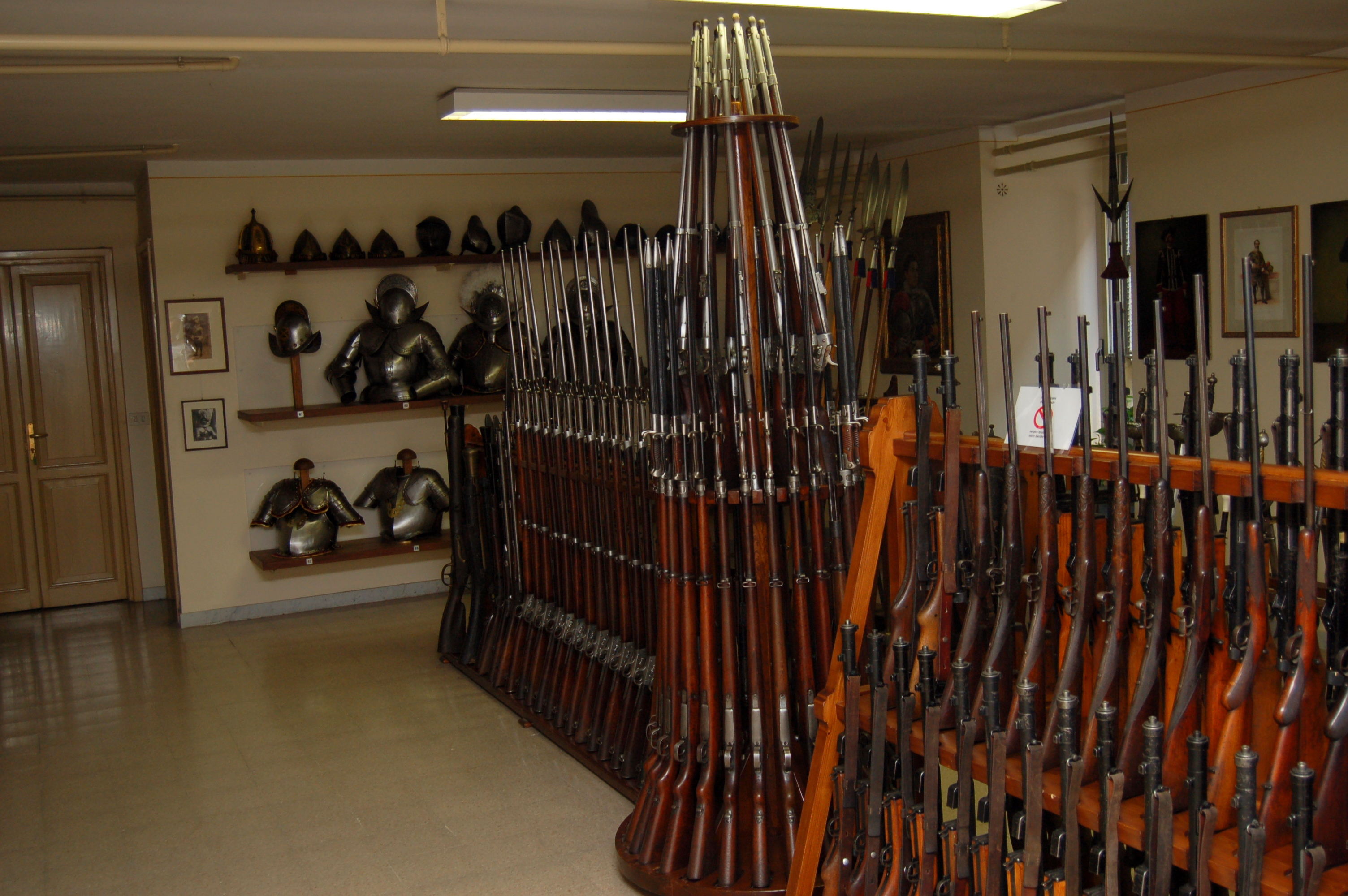
스위스 근위대의 무기함

전통적으로 스위스 근위병들은 장검(장교들은 레이피어나 일직선 형태의 사브르를 착용함)을 허리에 차고 다니며, 행진이나 훈련 또는 바티칸 내에서 경비 근무 내지는 열병식을 할 경우 끝이 나뭇가지처럼 네 가닥으로 갈라진 형태의 미늘창을 오른손에 거머쥔다. 미늘창은 차렷 자세를 할 때 쇳소리가 강하게 나도록 창날 바로 아래쪽에 헐거운 금속 고리를 걸어놓았다. 계급이 높고 미늘창병이 아닌 근위병들은 지휘봉, 파르티잔, 플랑베르주(날이 물결 모양인 양손 검), 어깨보호대가 딸린 흉배 갑옷 등을 착용한다.
스위스 근위대는 전통적인 무기 외에도 동시대의 비의장용 소화기도 소지하고 있다. 스위스 근위대는 또한 해마다 사격대회에도 참여하고, 세속국가의 국가원수들을 보호할 때 사용하는 것과 비슷한 경호원 전술에 대한 기초 교육뿐만 아니라 자기 방어를 위한 호신술도 교육받는다.

## 군기
스위스 근위대의 군기는 하얀식 십자가로 4등분으로 나뉘어 있다. 현재 복무 중인 스위스 근위대장의 문장을 중심으로, 우측 밑에는 교황 율리오 2세의 문장이 들어가 있으며, 좌측 위에는 현재 재위 중인 교황의 문장이 들어가 있다. 그리고 나머지 부분은 스위스 근위대를 나타내는 전통적인 색상 무늬가 들어가 있다.

## 동성애 논란
이들 스위스 용병들은 동성애자 사제들에게 성추행에 시달리기도 한다. 바티칸의 경비를 맡은 스위스 근위대 출신의 한 용병은 근무 당시 추기경, 주교, 신부는 물론 고위 성직자로부터 동성애를 요구받았다고 폭로하기도 했다. 이 용병은 당시 교황 요한 바오로 2세의 측근인 고위 인사를 포함해 성직자들로부터 20차례 이상 명확한 요구를 받았다는 사실을 폭로했다고 스위스 신문인 슈바이츠 암 존탁이 2014년 1월 6일(현지시간) 보도했다. 지난 1998년 한 젊은 용병이 동성애 관계를 맺어온 것으로 알려진 근위대 대장과 그 부인을 총으로 살해하면서 논란이 된 적이 있다.
이들 스위스 용병과 가톨릭 사제간 동성애는 프란치스코 교황의 측근도 연루되어 파문을 일으키기도 했다. 이탈리아 주간지 레스프레소(L'Espresso)는 2013년 7월 19일 바티칸은행 개혁 담당 고위성직자인 바티스타 마리오 살바토레 리카 몬시뇰이 예전 우루과이 주재 대사로 재직하다 동성애 행적이 적발돼 본국으로 강제 소환됐다고 폭로했다. 리카 몬시뇰은 대사 시절인 1999년 한 스위스 용병에게 돈과 숙소를 제공하며 교제했고 게이들의 사교장소를 전전하다 폭행까지 당한 적이 있다고 잡지는 전했다. 이 잡지는 리카 몬시뇰이 강제 소환 이후에도 아무 일이 없던 것처럼 바티칸 고위직을 두루 역임해 바티칸내에 동성애자 고위성직자의 비밀 조직인 '게이 로비'의 비호가 의심된다고 지적했다. 프란치스코 교황도 "교황청 내에 부패가 있다"며 게이 로비의 존재 사실을 인정한 바 있다.
한편 존스홉킨스대학 심리치료사 리처드 사이프의 연구에 따르면 미국 가톨릭 교회 사제들의 1/4이 동성애를 하고 있고 1/10이 소아성애증을 갖고 있다고 한다.
산악으로 뒤덮인 스위스의 척박한 환경은 산업의 발달이 거의 불가능한 지역이었다. 이런 지리적인 조건 아래에서 단련된 신체적 강인함으로 인해서 스위스인들은 오래전부터 교황청의 용병으로 일해서 재정적 수입을 충당하였다. 이러한 전통적인 용병제도는 프랑스의 아비뇽 교황청 시절에 양쪽으로 용병이 팔려가는 바람에 민족 간에 편이 갈려 전투를 했던 고난을 겪었으며, 카를 5세와 프랑수아 1세 사이의 전투에 다시 한 번 용병으로 팔려가서 동족끼리 살상하는 모순을 겪었다. 그래서 스위스의 종교 개혁가들은 용병제도의 근절을 주장하였다.
스위스의 종교개혁가 츠빙글리는 글라루스의 성직자로서 자연히 용병으로 싸우는 글라루스 연대의 군종 사제 자격으로 두 차례나 이탈리아에도 갔었다. 하지만 전쟁의 비인간성을 경험한 츠빙글리는 스위스 젊은이들의 용병제도에 반대하여, "스위스의 죄악, 악덕, 불신앙성, 외국 숭배와 이것이 조국의 자녀들을 집어삼키는 것에 대해서"와 "황소의 우화"을 통해서 스위스의 용병제도를 공격하였다.

## 역대 지휘관 목록
1. 카스퍼 폰 시레넨 (1506-1517)
2. 마르쿠스 뢰이스트 (1518-1524)
3. 카스퍼 뢰이스트 (1524-1527)
4. 요스트 폰 메겐 (1548-1559)
5. 카스퍼 레오 폰 시레넨 (1559-1564)
6. 요스트 제게세르 폰 브루네그 (1566-1592)
7. 슈테판 알렉산더 제게세르 폰 브루네그 (1592-1629)
8. 니콜라우스 플렉켄슈타인 (1629-1640)
9. 요스트 플렉켄슈타인 (1640-1652)
10. 요한 루돌프 퓌페르 폰 알티스호펜 (1652-1657)
11. 루드비히 퓌페르 폰 알티스호펜 (1658-1686)
12. 프란츠 퓌페르 폰 알티스호펜 (1686-1696)
13. 요한 카스퍼 마이어 폰 발데그 (1696-1704)
14. 요한 콘라드 퓌페르 폰 알티스호펜 (1712-1727)
15. 프란츠 루드비히 퓌페르 폰 알티스호펜 (1727-1754)
16. 요한 이그나츠 퓌페르 폰 알티스호펜 (1754-1782)
17. 프란츠 알로이스 퓌페르 폰 알티스호펜 (1783-1798)
18. 카를 레오데가르 퓌페르 폰 알티스호펜 (1800-1834)
19. 마르틴 퓌페르 폰 알티스호펜 (1835-1847)
20. 프란츠 크사베르 레오폴트 마이어 폰 샤우엔제 (1847-1860)
21. 알프레트 폰 존넨베르크 (1860-1878)
22. 루이스마르틴 드 쿠르텡 (1878-1901)
23. 레오폴트 마이어 폰 샤우엔제 (1901-1910)
24. 율레스 레폰트 (1910-1921)
25. 알로이스 히르쉬뷜 (1921-1935)
26. 게오르크 폰 수리 다스프레몽 (1935-1942)
27. 하인리히 퓌페르 폰 알티스호펜 (1942-1957)
28. 로베르트 뉜리스트 (1957-1972)
29. 프란츠 퓌페르 폰 알티스호펜 (1972-1982)
30. 롤란트 북스 (1982-1998)
31. 알로이스 에스테르만 (1998)
32. 피우스 제그뮐러 (1998-2002)
33. 엘마 테오도어 메더 (2002-2008)
34. 다니엘 루돌프 인리히 (2008-2015)
35. 크리스토프 그라프 (2015-)

## 같이 보기
- 바티칸 시국 국가헌병대
- 라이슬로이퍼